# Tiểu hành tinh Aten
| Sao Hỏa (M) Sao Kim (V) Sao Thủy (H) | Mặt Trời Tiểu hành tinh Aten Trái Đất (E) |

Nhóm tiểu hành tinh Aten so sánh với quỹ đạo của các hành tinh kiểu Trái Đất trong Hệ Mặt Trời.

Tiểu hành tinh Aten là một nhóm tiểu hành tinh, có quỹ đạo gần Trái Đất. Tên của nhóm được đặt theo tiểu hành tinh 2062 Aten, tiểu hành tinh đầu tiên của nhóm, được nhà thiên văn học người Mỹ Eleanor Helin phát hiện tại Đài thiên văn Palomar vào ngày 7 tháng 1 năm 1976. Kể từ đó, hơn 1.000 tiểu hành tinh Aten đã được phát hiện, trong đó nhiều loại được xếp loại là các tiểu hành tinh có khả năng gây nguy hiểm. 
Tiểu hành tinh Aten được định nghĩa là các tiểu hành tinh có bán trục lớn nhỏ hơn một đơn vị thiên văn (AU), khoảng cách trung bình từ Trái Đất đến Mặt Trời. Chúng cũng có vị trí cách xa Mặt trời nhất lớn hơn 0.983 AU. Vòng quỹ đạo của tiểu hành tinh có thể rất kỳ lạ. Một quỹ đạo Aten không nhất thiết phải nằm trong quỹ đạo của Trái Đất, vì gần như tất cả các tiểu hành tinh Aten đã biết có vị trí cách xa Mặt trời nhất lớn hơn 1 AU mặc dù trục bán trục lớn của chúng nhỏ hơn 1 AU. Việc quan sát các vật thể nhỏ hơn quỹ đạo của Trái Đất rất khó khăn và khó khăn này có thể là nguyên nhân của một số sai lệch lấy mẫu trong sự vượt trội rõ rệt của các tiểu hành tinh Aten lập dị. Số lượng tiểu hành tinh Aten chỉ chiếm khoảng 6% số quần thể tiểu hành tinh gần Trái Đất. Có nhiều tiểu hành tinh Apollo được biết đến hơn các tiểu hành tinh lớp Aten, có thể là do sự thiên vị lấy mẫu.